# Terry Rawlings
Terry Rawlings (* 4. November 1933 in London; † 23. April 2019 in Hertfordshire) war ein britischer Filmeditor.

## Leben
Terry Rawlings studierte vier Jahre lang Musikschnitt, bevor er erstmals 1962 an den Filmen Das indiskrete Zimmer, Der große Knüller und Die Küchenbullen den Ton schnitt. Bis 1977 und einschließlich Ridley Scotts erstem Kinofilm, dem Drama Die Duellisten, schnitt Rawlings nur den Ton, bevor er mit Watership Down erstmals auch den Filmschnitt übernahm. Mit Scott verband ihn auch später noch eine erfolgreiche Zusammenarbeit, schnitt er doch Alien – Das unheimliche Wesen aus einer fremden Welt, Blade Runner und Legende für ihn. Allerdings war es mit Die Stunde des Siegers, eine Sportlerbiografie von Hugh Hudson, mit dem Rawlings 1982 seinen größten Erfolg seiner Karriere, einer Oscarnominierung für den Besten Schnitt, erhielt.
Terry Rawlings war Mitglied der American Cinema Editors und erhielt von der Organisation 2006 den ACE Career Achievement Award für sein Lebenswerk.

## Filmografie (Auswahl)
Filmschnitt
- 1977: Hexensabbat (The Sentinel)
- 1978: Watership Down
- 1979: Alien – Das unheimliche Wesen aus einer fremden Welt (Alien)
- 1980: Das Erwachen der Sphinx (The Awakening)
- 1981: Die Stunde des Siegers (Chariots of Fire)
- 1982: Blade Runner
- 1983: Yentl
- 1985: Legende (Legend)
- 1986: F/X – Tödliche Tricks (F/X)
- 1989: Slipstream
- 1990: Bullseye – Der wahnwitzige Diamanten Coup (Bullseye!)
- 1991: Nicht ohne meine Tochter (Not Without My Daughter)
- 1992: Alien 3 (Alien³)
- 1994: Flucht aus Absolom (No Escape)
- 1994: Schneesturm im Paradies (Trapped in Paradise)
- 1995: James Bond 007 – GoldenEye (GoldenEye)
- 1997: The Saint – Der Mann ohne Namen (The Saint)
- 1998: Auf der Jagd (U.S. Marshals)
- 1999: Verlockende Falle (Entrapment)
- 2001: The Musketeer
- 2003: The Core – Der innere Kern (The Core)
- 2004: Das Phantom der Oper (The Phantom of the Opera)

Tonschnitt
- 1962: Das indiskrete Zimmer (The L-Shaped Room)
- 1962: Der große Knüller (The Dock Brief)
- 1962: Die Küchenbullen (The Pot Carriers)
- 1968: Isadora
- 1969: Liebende Frauen (Women in Love)
- 1977: Die Duellisten (The Duellists)

## Auszeichnungen
Oscar
- 1982: Bester Schnitt – Die Stunde des Siegers (nominiert)

British Academy Film Award
- 1970: Nominierung für den Besten Ton von Isadora
- 1970: Nominierung für Bester Ton von Liebende Frauen
- 1980: Nominierung für den Besten Schnitt von Alien – Das unheimliche Wesen aus einer fremden Welt
- 1982: Nominierung für Bester Schnitt von Die Stunde des Siegers
- 1983: Nominierung für Bester Schnitt von Blade Runner